# Poussée radiculaire

1) L'eau pénètre dans les racines (transport membranaire par osmose).

La poussée racinaire ou radiculaire, ou encore pression racinaire est un phénomène de mise sous pression de l'eau circulant dans le xylème des plantes terrestres. Chez les espèces qui en sont capables, cette force permet de faire circuler l'eau en absence de transpiration, en particulier quand celle-ci est impossible (au printemps avant le débourrement et la mise en place des feuilles). Elle est parfois observée quand la transpiration est faible ou nulle (par exemple la nuit si le sol est bien hydraté). Dans le cas de la poussée radiculaire, la pression mesurée peut monter jusqu'à 5 bars.
Ce phénomène est du à l’accumulation d’ions dans les racines et implique donc un processus actif, lié au métabolisme. Cette accumulation d’ions augmente la concentration en ions dans les cellules, ce qui fait diminuer le potentiel osmotique de la racine et qui provoque une augmentation de l’absorption osmotique d’eau par les poils absorbants. Il en résulte une pression de l'eau positive dans le xylème, donc une montée d’eau malgré l’absence de transpiration. Cependant contrairement à la transpiration permise par la transpiration au niveau des feuilles, la poussée radiculaire est considérée comme un transport actif, c'est-à-dire nécessitant un investissement énergétique important des cellules végétales notamment via des pompes ATPases. « Bien que, en général, son rôle ne soit qu'accessoire, voire même [sic] inexistant chez certaines espèces (Conifères), elle est parfois seule responsable de l'ascension de la sève depuis les racines jusqu'aux feuilles, chez les plantes aquatiques immergées (Ex. : Élodée, Cératophylle). »
Lorsque la poussée radiculaire a lieu lors du débourrement, la sève brute se charge en sucres dissous. Celle-ci peut être récoltée et est à l'origine du sirop d'érable ou de l'eau de bouleau.
Cette poussée radiculaire n’est pas suffisante pour amener l’eau au delà d'une dizaine de mètres. Cependant, pour des plantes de petites tailles, il arrive que la pression racinaire puisse amener l’eau jusqu’aux feuilles. Cette eau est alors excrétée sous forme de gouttelettes à l'extrémité des petites nervures des feuilles ; cela s'appelle la guttation. De même, si des branches sont coupées en période de poussée radiculaire, on peut observer un suintement de sève au niveau de la coupe, un phénomène particulièrement marqué chez la vigne et appelé « pleurs de la vigne ». Dans certains cas la pression racinaire est si forte que l’eau va suinter d’une souche pendant des heures voire des jours.